# Åtvidabergs FF 2012
Fotbollsallsvenskan 2012 är Åtvidabergs FF 17:e säsong i Fotbollsallsvenskan. Detta är lagets första säsong i Allsvenskan sedan 2010, då de blev degraderade till Superettan. Under säsongen spelar Åtvidaberg även i Svenska Cupen där laget gick in i den andra omgången och vann över Skövde AIK med 0–3.
Åtvidaberg inledde den allsvenska säsongen den 2 april 2012 med vinst, 4-3 borta mot Örebro SK.

## Transfer

### Nyförvärv
| Datum:           | Position: | Spelare:               | Kontrakt: | Kom från:              | Källa: |
| ---------------- | --------- | ---------------------- | --------- | ---------------------- | ------ |
| 25 oktober 2011  | Mittfält  | Petrit Zhubi           | 2 år      | FC Trollhättan         | [ 2 ]  |
| 21 november 2011 | Back      | Tom Pettersson         | 3 år      | FC Trollhättan         | [ 3 ]  |
| 1 december 2011  | Anfall    | Mattias Mete           | 3 år      | Västerås SK            | [ 4 ]  |
| 22 december 2011 | Mittfält  | Tobias Nilsson         | 3 år      | Falkenbergs FF         | [ 5 ]  |
| 14 februari 2012 | Mittfält  | Alain Junior Ollé Ollé | 2 år      | Stabæk Fotball         | [ 6 ]  |
| 1 mars 2012      | Back      | Allan Arenfeldt Olesen | 2 år      | IFK Mariehamn          | [ 7 ]  |
| 2 mars 2012      | Mittfält  | Emmanuel Dogbe         | 3 år      | SC Medeama             | [ 8 ]  |
| 26 juli 2012     | Mittfält  | Imad Zatara            | 1 år      | Sanat Naft Abadan F.C. | [ 9 ]  |

| Datum:           | Position: | Spelare:             | Kontrakt: | Källa: |
| ---------------- | --------- | -------------------- | --------- | ------ |
| 24 oktober 2011  | Back      | Bruno Manoel Marinho | 2 år      | [ 10 ] |
| 24 oktober 2011  | Målvakt   | Henrik Gustavsson    | 1 år      | [ 11 ] |
| 3 november 2011  | Back      | Alberis da Silva     | 1 år      | [ 12 ] |
| 7 november 2011  | Mittfält  | Kristian Bergström   | 1 år      | [ 13 ] |
| 18 november 2011 | Back      | Jesper Arvidsson     | 1 år      | [ 14 ] |
| 23 november 2011 | Mittfält  | Christoffer Karlsson | 2 år      | [ 15 ] |
| 19 december 2011 | Back      | Andreas Johansson    | 1 år      | [ 16 ] |
| 15 mars 2012     | Back      | Magnus Eriksson      | 2 år      | [ 17 ] |

| Position: | Spelare:             | Ny klubb:   |
| --------- | -------------------- | ----------- |
| Mittfält  | Thomas Olsson        | Slutar      |
| Back      | Steinar Strömnes     |             |
| Back      | Eric Jangholm Melin  |             |
| Mittfält  | Etuwe Prince Eboagwu | IK Brage    |
| Mittfält  | Pontus Karlsson      |             |
| Mittfält  | Besart Kalludra      | Motala AIF  |
| Mittfält  | Axel Konradsson      |             |
| Anfall    | Daniel Swärd         | Motala AIF  |
| Mittfält  | Haris Radetinac      | Mjällby AIF |

## Allsvenskan

### Tabell
| Nr | Lag                  | S  | V  | O  | F  | GM | IM | MS  | P  |
| -- | -------------------- | -- | -- | -- | -- | -- | -- | --- | -- |
| 1  | IF Elfsborg          | 30 | 18 | 5  | 7  | 48 | 29 | +19 | 59 |
| 2  | BK Häcken            | 30 | 17 | 6  | 7  | 67 | 36 | +31 | 57 |
| 3  | Malmö FF             | 30 | 16 | 8  | 6  | 49 | 33 | +16 | 56 |
| 4  | AIK                  | 30 | 15 | 10 | 5  | 41 | 27 | +14 | 55 |
| 5  | IFK Norrköping       | 30 | 15 | 7  | 8  | 50 | 43 | +7  | 52 |
| 6  | Helsingborgs IF (RM) | 30 | 13 | 11 | 6  | 52 | 33 | +19 | 50 |
| 7  | IFK Göteborg         | 30 | 9  | 12 | 9  | 36 | 41 | −5  | 39 |
| 8  | Åtvidabergs FF (U)   | 30 | 9  | 10 | 11 | 48 | 48 | 0   | 37 |
| 9  | Djurgårdens IF       | 30 | 8  | 13 | 9  | 37 | 40 | −3  | 37 |
| 10 | Kalmar FF            | 30 | 10 | 7  | 13 | 36 | 45 | −9  | 37 |
| 11 | Gefle IF             | 30 | 9  | 9  | 12 | 26 | 37 | −11 | 36 |
| 12 | Mjällby AIF          | 30 | 8  | 10 | 12 | 33 | 39 | −6  | 34 |
| 13 | Syrianska FC         | 30 | 9  | 7  | 14 | 35 | 45 | −10 | 34 |
| 14 | GIF Sundsvall (U)    | 30 | 6  | 11 | 13 | 35 | 46 | −11 | 29 |
| 15 | Örebro SK            | 30 | 5  | 9  | 16 | 32 | 46 | −14 | 24 |
| 16 | Gais                 | 30 | 1  | 9  | 20 | 24 | 61 | −37 | 12 |

#### Resultat efter omgång
| Omgång    | 1 | 2 | 3 | 4 | 5 | 6 | 7 | 8  | 9  | 10 | 11 | 12 | 13 | 14 | 15 | 16 | 17 | 18 | 19 | 20 | 21 | 22 | 23 | 24 | 25 | 26 | 27 | 28 | 29 | 30 |
| --------- | - | - | - | - | - | - | - | -- | -- | -- | -- | -- | -- | -- | -- | -- | -- | -- | -- | -- | -- | -- | -- | -- | -- | -- | -- | -- | -- | -- |
| Spelplats | B | H | H | B | H | B | H | B  | B  | H  | H  | B  | H  | B  | H  | B  | H  | B  | B  | H  | B  | H  | B  | H  | B  | H  | B  | H  | H  | B  |
| Resultat  | V | V | V | F | F | F | F | F  | O  | V  | V  | O  | V  | O  | V  | F  | O  | O  | O  | O  | F  | F  | F  | V  | F  | F  | V  | O  | O  | O  |
| Position  | 1 | 1 | 1 | 1 | 3 | 6 | 9 | 10 | 10 | 9  | 6  | 6  | 6  | 6  | 4  | 7  | 7  | 7  | 7  | 8  | 9  | 9  | 10 | 10 | 11 | 12 | 9  | 9  | 9  | 8  |

### Matcher
Avsparkstiderna är i UTC+2.
| 1     | 2 april 2012 | Örebro SK                       | 3 – 4   | Åtvidabergs FF                              | Behrn Arena, Örebro                                  |                                                      |
| 19:00 | 19:00        | Atashkadeh 23′, 42′ Bamberg 77′ | Rapport | 10′, 33′ Prodell 19′ Suljić 45+2′ Arvidsson | Publik: 6 729 Domare: Daniel Stålhammar (Landskrona) | Publik: 6 729 Domare: Daniel Stålhammar (Landskrona) |
| 19:00 | 19:00        |                                 |         |                                             | Publik: 6 729 Domare: Daniel Stålhammar (Landskrona) | Publik: 6 729 Domare: Daniel Stålhammar (Landskrona) |
| 19:00 | 19:00        |                                 |         |                                             | Publik: 6 729 Domare: Daniel Stålhammar (Landskrona) | Publik: 6 729 Domare: Daniel Stålhammar (Landskrona) |

| 2     | 6 april 2012 | Åtvidabergs FF                 | 2 – 1   | Gais       | Kopparvallen, Åtvidaberg                 |                                          |
| 15:00 | 15:00        | Hallingström 61′ Arvidsson 88′ | Rapport | 70′ Olsson | Publik: 4 113 Domare: Johan Hamlin (Bro) | Publik: 4 113 Domare: Johan Hamlin (Bro) |
| 15:00 | 15:00        |                                |         |            | Publik: 4 113 Domare: Johan Hamlin (Bro) | Publik: 4 113 Domare: Johan Hamlin (Bro) |
| 15:00 | 15:00        |                                |         |            | Publik: 4 113 Domare: Johan Hamlin (Bro) | Publik: 4 113 Domare: Johan Hamlin (Bro) |

| 3     | 10 april 2012 | Åtvidabergs FF                                               | 6 – 1   | Gefle IF     | Kopparvallen, Åtvidaberg                       |                                                |
| 19:00 | 19:00         | Prodell 4′, 43′ Eriksson 25′, 73′ da Silva 64′ Bergström 66′ | Rapport | 49′ Dahlberg | Publik: 2 863 Domare: Bojan Pandzic (Göteborg) | Publik: 2 863 Domare: Bojan Pandzic (Göteborg) |
| 19:00 | 19:00         |                                                              |         |              | Publik: 2 863 Domare: Bojan Pandzic (Göteborg) | Publik: 2 863 Domare: Bojan Pandzic (Göteborg) |
| 19:00 | 19:00         |                                                              |         |              | Publik: 2 863 Domare: Bojan Pandzic (Göteborg) | Publik: 2 863 Domare: Bojan Pandzic (Göteborg) |

| 4     | 15 april 2012 | Mjällby AIF                | 2 – 0   | Åtvidaberg | Strandvallen, Hällevik                             |                                                    |
| 17:30 | 17:30         | Ericsson 67′ Radetinac 78′ | Rapport |            | Publik: 2 831 Domare: Markus Strömbergsson (Gävle) | Publik: 2 831 Domare: Markus Strömbergsson (Gävle) |
| 17:30 | 17:30         |                            |         |            | Publik: 2 831 Domare: Markus Strömbergsson (Gävle) | Publik: 2 831 Domare: Markus Strömbergsson (Gävle) |
| 17:30 | 17:30         |                            |         |            | Publik: 2 831 Domare: Markus Strömbergsson (Gävle) | Publik: 2 831 Domare: Markus Strömbergsson (Gävle) |

| 5     | 21 april 2012 | Åtvidabergs FF | 1 – 2   | Helsingborgs IF | Kopparvallen, Åtvidaberg                         |                                                  |
| 14:00 | 14:00         | Prodell 68′    | Rapport | 65′, 70′ Sundin | Publik: 4 219 Domare: Tobias Mattsson (Karlstad) | Publik: 4 219 Domare: Tobias Mattsson (Karlstad) |
| 14:00 | 14:00         |                |         |                 | Publik: 4 219 Domare: Tobias Mattsson (Karlstad) | Publik: 4 219 Domare: Tobias Mattsson (Karlstad) |
| 14:00 | 14:00         |                |         |                 | Publik: 4 219 Domare: Tobias Mattsson (Karlstad) | Publik: 4 219 Domare: Tobias Mattsson (Karlstad) |

| 6     | 28 april 2012 | IFK Göteborg       | 2 – 1   | Åtvidabergs FF | Gamla Ullevi, Göteborg                       |                                              |
| 16:00 | 16:00         | Stiller 41′, 45+1′ | Rapport | 69′ Arvidsson  | Publik: 11 855 Domare: Andreas Ekberg (Lund) | Publik: 11 855 Domare: Andreas Ekberg (Lund) |
| 16:00 | 16:00         |                    |         |                | Publik: 11 855 Domare: Andreas Ekberg (Lund) | Publik: 11 855 Domare: Andreas Ekberg (Lund) |
| 16:00 | 16:00         |                    |         |                | Publik: 11 855 Domare: Andreas Ekberg (Lund) | Publik: 11 855 Domare: Andreas Ekberg (Lund) |

| 7     | 2 maj 2012 | Åtvidabergs FF | 0 – 3   | BK Häcken                          | Kopparvallen, Åtvidaberg                           |                                                    |
| 19:00 | 19:00      |                | Rapport | 25′ Makondele 54′ Drugge 87′ Waris | Publik: 3 620 Domare: Markus Strömbergsson (Gävle) | Publik: 3 620 Domare: Markus Strömbergsson (Gävle) |
| 19:00 | 19:00      |                |         |                                    | Publik: 3 620 Domare: Markus Strömbergsson (Gävle) | Publik: 3 620 Domare: Markus Strömbergsson (Gävle) |
| 19:00 | 19:00      |                |         |                                    | Publik: 3 620 Domare: Markus Strömbergsson (Gävle) | Publik: 3 620 Domare: Markus Strömbergsson (Gävle) |

| 8     | 6 maj 2012 | Malmö FF           | 2 – 1   | Åtvidabergs FF | Swedbank Stadion, Malmö                   |                                           |
| 17:30 | 17:30      | Ranégie 67′, 90+2′ | Rapport | 88′ Möller     | Publik: 14 112 Domare: Johan Hamlin (Bro) | Publik: 14 112 Domare: Johan Hamlin (Bro) |
| 17:30 | 17:30      |                    |         |                | Publik: 14 112 Domare: Johan Hamlin (Bro) | Publik: 14 112 Domare: Johan Hamlin (Bro) |
| 17:30 | 17:30      |                    |         |                | Publik: 14 112 Domare: Johan Hamlin (Bro) | Publik: 14 112 Domare: Johan Hamlin (Bro) |

| 9     | 12 maj 2012 | Djurgårdens IF | 1 – 1   | Åtvidabergs FF | Stockholms stadion, Stockholm                    |                                                  |
| 16:00 | 16:00       | Santos 79′     | Rapport | 86′ Zhubi      | Publik: 7 305 Domare: Tobias Mattsson (Karlstad) | Publik: 7 305 Domare: Tobias Mattsson (Karlstad) |
| 16:00 | 16:00       |                |         |                | Publik: 7 305 Domare: Tobias Mattsson (Karlstad) | Publik: 7 305 Domare: Tobias Mattsson (Karlstad) |
| 16:00 | 16:00       |                |         |                | Publik: 7 305 Domare: Tobias Mattsson (Karlstad) | Publik: 7 305 Domare: Tobias Mattsson (Karlstad) |

| 10    | 16 maj 2012 | Åtvidabergs FF | 1 – 0   | Syrianska FC | Kopparvallen, Åtvidaberg                    |                                             |
| 19:00 | 19:00       | Eriksson 45′   | Rapport |              | Publik: 3 729 Domare: Andreas Ekberg (Lund) | Publik: 3 729 Domare: Andreas Ekberg (Lund) |
| 19:00 | 19:00       |                |         |              | Publik: 3 729 Domare: Andreas Ekberg (Lund) | Publik: 3 729 Domare: Andreas Ekberg (Lund) |
| 19:00 | 19:00       |                |         |              | Publik: 3 729 Domare: Andreas Ekberg (Lund) | Publik: 3 729 Domare: Andreas Ekberg (Lund) |

| 11    | 20 maj 2012 | Åtvidabergs FF                            | 3 – 0   | Kalmar FF | Kopparvallen, Åtvidaberg                       |                                                |
| 15:00 | 15:00       | Prodell 33′ Eriksson 38′ (str.) Zhubi 54′ | Rapport |           | Publik: 4 932 Domare: Martin Hansson (Holmsjö) | Publik: 4 932 Domare: Martin Hansson (Holmsjö) |
| 15:00 | 15:00       |                                           |         |           | Publik: 4 932 Domare: Martin Hansson (Holmsjö) | Publik: 4 932 Domare: Martin Hansson (Holmsjö) |
| 15:00 | 15:00       |                                           |         |           | Publik: 4 932 Domare: Martin Hansson (Holmsjö) | Publik: 4 932 Domare: Martin Hansson (Holmsjö) |

| 12    | 23 maj 2012 | IFK Norrköping          | 2 – 2   | Åtvidabergs FF       | Nya Parken, Norrköping                                |                                                       |
| 19:00 | 19:00       | Ajdarevic 26′ Nyman 80′ | Rapport | 12′ Prodell 88′ Mete | Publik: 15 715 Domare: Stefan Johannesson (Stocksund) | Publik: 15 715 Domare: Stefan Johannesson (Stocksund) |
| 19:00 | 19:00       |                         |         |                      | Publik: 15 715 Domare: Stefan Johannesson (Stocksund) | Publik: 15 715 Domare: Stefan Johannesson (Stocksund) |
| 19:00 | 19:00       |                         |         |                      | Publik: 15 715 Domare: Stefan Johannesson (Stocksund) | Publik: 15 715 Domare: Stefan Johannesson (Stocksund) |

| 13    | 30 juni 2012 | Åtvidabergs FF                                                    | 5 – 1   | IF Elfsborg | Kopparvallen, Åtvidaberg                             |                                                      |
| 16:00 | 16:00        | Prodell 9′, 76′ Pettersson 28′ Eriksson 50′ (str.) Tinnerholm 88′ | Rapport | 74′ Larsson | Publik: 5 016 Domare: Daniel Stålhammar (Landskrona) | Publik: 5 016 Domare: Daniel Stålhammar (Landskrona) |
| 16:00 | 16:00        |                                                                   |         |             | Publik: 5 016 Domare: Daniel Stålhammar (Landskrona) | Publik: 5 016 Domare: Daniel Stålhammar (Landskrona) |
| 16:00 | 16:00        |                                                                   |         |             | Publik: 5 016 Domare: Daniel Stålhammar (Landskrona) | Publik: 5 016 Domare: Daniel Stålhammar (Landskrona) |

| 14    | 7 juli 2012 | GIF Sundsvall                 | 3 – 3   | Åtvidabergs FF                | Norrporten Arena, Sundsvall                             |                                                         |
| 16:00 | 16:00       | Holster 2′ Helg 7′ Eklund 85′ | Rapport | 37′ Eriksson 44′, 89′ Prodell | Publik: 4 621 Domare: Kristoffer Karlsson (Helsingborg) | Publik: 4 621 Domare: Kristoffer Karlsson (Helsingborg) |
| 16:00 | 16:00       |                               |         |                               | Publik: 4 621 Domare: Kristoffer Karlsson (Helsingborg) | Publik: 4 621 Domare: Kristoffer Karlsson (Helsingborg) |
| 16:00 | 16:00       |                               |         |                               | Publik: 4 621 Domare: Kristoffer Karlsson (Helsingborg) | Publik: 4 621 Domare: Kristoffer Karlsson (Helsingborg) |

| 15    | 14 juli 2012 | Åtvidabergs FF           | 2 – 0   | AIK | Kopparvallen, Åtvidaberg                           |                                                    |
| 16:00 | 16:00        | Eriksson 75′ Prodell 81′ | Rapport |     | Publik: 7 621 Domare: Martin Strömbergsson (Gävle) | Publik: 7 621 Domare: Martin Strömbergsson (Gävle) |
| 16:00 | 16:00        |                          |         |     | Publik: 7 621 Domare: Martin Strömbergsson (Gävle) | Publik: 7 621 Domare: Martin Strömbergsson (Gävle) |
| 16:00 | 16:00        |                          |         |     | Publik: 7 621 Domare: Martin Strömbergsson (Gävle) | Publik: 7 621 Domare: Martin Strömbergsson (Gävle) |

| 16    | 22 juli 2012 | AIK            | 1 – 0   | Åtvidabergs FF | Råsunda fotbollsstadion, Solna              |                                             |
| 18:30 | 18:30        | Lorentzson 43′ | Rapport |                | Publik: 9 231 Domare: Andreas Ekberg (Lund) | Publik: 9 231 Domare: Andreas Ekberg (Lund) |
| 18:30 | 18:30        |                |         |                | Publik: 9 231 Domare: Andreas Ekberg (Lund) | Publik: 9 231 Domare: Andreas Ekberg (Lund) |
| 18:30 | 18:30        |                |         |                | Publik: 9 231 Domare: Andreas Ekberg (Lund) | Publik: 9 231 Domare: Andreas Ekberg (Lund) |

| 17    | 27 juli 2012 | Åtvidabergs FF | 1 – 1   | Örebro SK   | Kopparvallen, Åtvidaberg                         |                                                  |
| 19:00 | 19:00        | Pettersson 46′ | Rapport | 77′ Astvald | Publik: 4 420 Domare: Jonas Eriksson (Stockholm) | Publik: 4 420 Domare: Jonas Eriksson (Stockholm) |
| 19:00 | 19:00        |                |         |             | Publik: 4 420 Domare: Jonas Eriksson (Stockholm) | Publik: 4 420 Domare: Jonas Eriksson (Stockholm) |
| 19:00 | 19:00        |                |         |             | Publik: 4 420 Domare: Jonas Eriksson (Stockholm) | Publik: 4 420 Domare: Jonas Eriksson (Stockholm) |

| 18    | 4 augusti 2012 | Gais                | 2 – 2   | Åtvidabergs FF    | Gamla Ullevi, Göteborg                               |                                                      |
| 16:00 | 16:00          | Ijeh 60′ Aubynn 84′ | Rapport | 15′, 62′ Eriksson | Publik: 3 119 Domare: Stefan Johannesson (Stocksund) | Publik: 3 119 Domare: Stefan Johannesson (Stocksund) |
| 16:00 | 16:00          |                     |         |                   | Publik: 3 119 Domare: Stefan Johannesson (Stocksund) | Publik: 3 119 Domare: Stefan Johannesson (Stocksund) |
| 16:00 | 16:00          |                     |         |                   | Publik: 3 119 Domare: Stefan Johannesson (Stocksund) | Publik: 3 119 Domare: Stefan Johannesson (Stocksund) |

| 19    | 11 augusti 2012 | Syrianska FC              | 2 – 2   | Åtvidabergs FF        | Södertälje fotbollsarena, Södertälje           |                                                |
| 16:00 | 16:00           | Aganovic 23′ Självmål 25′ | Rapport | 33′ Eriksson 53′ Mete | Publik: 1 799 Domare: Bojan Pandzic (Göteborg) | Publik: 1 799 Domare: Bojan Pandzic (Göteborg) |
| 16:00 | 16:00           |                           |         |                       | Publik: 1 799 Domare: Bojan Pandzic (Göteborg) | Publik: 1 799 Domare: Bojan Pandzic (Göteborg) |
| 16:00 | 16:00           |                           |         |                       | Publik: 1 799 Domare: Bojan Pandzic (Göteborg) | Publik: 1 799 Domare: Bojan Pandzic (Göteborg) |

| 20    | 26 augusti 2012 | Åtvidabergs FF | 1 – 1   | IFK Norrköping | Kopparvallen, Åtvidaberg                         |                                                  |
| 19:05 | 19:05           | Eriksson 89′   | Rapport | 32′ Nyman      | Publik: 8 600 Domare: Jonas Eriksson (Stockholm) | Publik: 8 600 Domare: Jonas Eriksson (Stockholm) |
| 19:05 | 19:05           |                |         |                | Publik: 8 600 Domare: Jonas Eriksson (Stockholm) | Publik: 8 600 Domare: Jonas Eriksson (Stockholm) |
| 19:05 | 19:05           |                |         |                | Publik: 8 600 Domare: Jonas Eriksson (Stockholm) | Publik: 8 600 Domare: Jonas Eriksson (Stockholm) |

| 21    | 2 september 2012 | BK Häcken                                       | 5 – 2   | Åtvidabergs FF           | Rambergsvallen, Göteborg                           |                                                    |
| 19:00 | 19:00            | Makondele 37′, 70′ Majeed 58′, 82′ Mohammed 64′ | Rapport | 50′ Abubakari 90+1′ Mete | Publik: 3 407 Domare: Martin Strömbergsson (Gävle) | Publik: 3 407 Domare: Martin Strömbergsson (Gävle) |
| 19:00 | 19:00            |                                                 |         |                          | Publik: 3 407 Domare: Martin Strömbergsson (Gävle) | Publik: 3 407 Domare: Martin Strömbergsson (Gävle) |
| 19:00 | 19:00            |                                                 |         |                          | Publik: 3 407 Domare: Martin Strömbergsson (Gävle) | Publik: 3 407 Domare: Martin Strömbergsson (Gävle) |

| 22    | 16 september 2012 | Åtvidabergs FF | 0 – 1   | Malmö FF              | Kopparvallen, Åtvidaberg                       |                                                |
| 19:05 | 19:05             |                | Rapport | 72′ Ferreira Da Silva | Publik: 4 637 Domare: Michael Lerjéus (Skövde) | Publik: 4 637 Domare: Michael Lerjéus (Skövde) |
| 19:05 | 19:05             |                |         |                       | Publik: 4 637 Domare: Michael Lerjéus (Skövde) | Publik: 4 637 Domare: Michael Lerjéus (Skövde) |
| 19:05 | 19:05             |                |         |                       | Publik: 4 637 Domare: Michael Lerjéus (Skövde) | Publik: 4 637 Domare: Michael Lerjéus (Skövde) |

| 23    | 23 september 2012 | Kalmar FF      | 2 – 0   | Åtvidabergs FF | Guldfågeln Arena, Kalmar                           |                                                    |
| 17:30 | 17:30             | Dauda 26′, 80′ | Rapport |                | Publik: 4 893 Domare: Martin Strömbergsson (Gävle) | Publik: 4 893 Domare: Martin Strömbergsson (Gävle) |
| 17:30 | 17:30             |                |         |                | Publik: 4 893 Domare: Martin Strömbergsson (Gävle) | Publik: 4 893 Domare: Martin Strömbergsson (Gävle) |
| 17:30 | 17:30             |                |         |                | Publik: 4 893 Domare: Martin Strömbergsson (Gävle) | Publik: 4 893 Domare: Martin Strömbergsson (Gävle) |

| 24    | 26 september 2012 | Åtvidabergs FF           | 2 – 1   | Djurgårdens IF | Kopparvallen, Åtvidaberg                        |                                                 |
| 18:00 | 18:00             | Bergström 69′ Möller 77′ | Rapport | 48′ Bergström  | Publik: 4 267 Domare: Magnus Ahlsén (Linköping) | Publik: 4 267 Domare: Magnus Ahlsén (Linköping) |
| 18:00 | 18:00             |                          |         |                | Publik: 4 267 Domare: Magnus Ahlsén (Linköping) | Publik: 4 267 Domare: Magnus Ahlsén (Linköping) |
| 18:00 | 18:00             |                          |         |                | Publik: 4 267 Domare: Magnus Ahlsén (Linköping) | Publik: 4 267 Domare: Magnus Ahlsén (Linköping) |

| 25    | 30 september 2012 | Helsingborgs IF                  | 3 – 0   | Åtvidabergs FF | Olympia, Helsingborg                        |                                             |
| 15:00 | 15:00             | Atta 27′ Santos 68′ Djurdjic 87′ | Rapport |                | Publik: 7 114 Domare: Andreas Ekberg (Lund) | Publik: 7 114 Domare: Andreas Ekberg (Lund) |
| 15:00 | 15:00             |                                  |         |                | Publik: 7 114 Domare: Andreas Ekberg (Lund) | Publik: 7 114 Domare: Andreas Ekberg (Lund) |
| 15:00 | 15:00             |                                  |         |                | Publik: 7 114 Domare: Andreas Ekberg (Lund) | Publik: 7 114 Domare: Andreas Ekberg (Lund) |

| 26    | 6 oktober 2012 | Åtvidabergs FF | 1 – 2   | IFK Göteborg           | Kopparvallen, Åtvidaberg                         |                                                  |
| 16:00 | 16:00          | Prodell 36′    | Rapport | 32′ Gerzic 68′ Stiller | Publik: 5 257 Domare: Tobias Mattsson (Karlstad) | Publik: 5 257 Domare: Tobias Mattsson (Karlstad) |
| 16:00 | 16:00          |                |         |                        | Publik: 5 257 Domare: Tobias Mattsson (Karlstad) | Publik: 5 257 Domare: Tobias Mattsson (Karlstad) |
| 16:00 | 16:00          |                |         |                        | Publik: 5 257 Domare: Tobias Mattsson (Karlstad) | Publik: 5 257 Domare: Tobias Mattsson (Karlstad) |

| 27    | 20 oktober 2012 | Gefle IF                  | 1 – 2   | Åtvidabergs FF | Strömvallen, Gävle                               |                                                  |
| 14:00 | 14:00           | Zatara 19′ Pettersson 57′ | Rapport | 80′ Oremo      | Publik: 2 337 Domare: Jonas Eriksson (Stockholm) | Publik: 2 337 Domare: Jonas Eriksson (Stockholm) |
| 14:00 | 14:00           |                           |         |                | Publik: 2 337 Domare: Jonas Eriksson (Stockholm) | Publik: 2 337 Domare: Jonas Eriksson (Stockholm) |
| 14:00 | 14:00           |                           |         |                | Publik: 2 337 Domare: Jonas Eriksson (Stockholm) | Publik: 2 337 Domare: Jonas Eriksson (Stockholm) |

| 28    | 28 oktober 2012 | Åtvidabergs FF | 0 – 0   | Mjällby AIF | Kopparvallen, Åtvidaberg                       |                                                |
| 17:30 | 17:30           |                | Rapport |             | Publik: 2 831 Domare: Michael Lerjéus (Skövde) | Publik: 2 831 Domare: Michael Lerjéus (Skövde) |
| 17:30 | 17:30           |                |         |             | Publik: 2 831 Domare: Michael Lerjéus (Skövde) | Publik: 2 831 Domare: Michael Lerjéus (Skövde) |
| 17:30 | 17:30           |                |         |             | Publik: 2 831 Domare: Michael Lerjéus (Skövde) | Publik: 2 831 Domare: Michael Lerjéus (Skövde) |

| 29    | 31 oktober 2012 | Åtvidabergs FF       | 2 – 2   | GIF Sundsvall            | Kopparvallen, Åtvidaberg                 |                                          |
| 19:00 | 19:00           | Prodell 34′ Mete 88′ | Rapport | 81′ Risholt 83′ Forsberg | Publik: 2 567 Domare: Johan Hamlin (Bro) | Publik: 2 567 Domare: Johan Hamlin (Bro) |
| 19:00 | 19:00           |                      |         |                          | Publik: 2 567 Domare: Johan Hamlin (Bro) | Publik: 2 567 Domare: Johan Hamlin (Bro) |
| 19:00 | 19:00           |                      |         |                          | Publik: 2 567 Domare: Johan Hamlin (Bro) | Publik: 2 567 Domare: Johan Hamlin (Bro) |

| 30    | 4 november 2012 | IF Elfsborg  | 1 – 1   | Åtvidabergs FF | Borås Arena, Borås                               |                                                  |
| 15:00 | 15:00           | Ishizaki 30′ | Rapport | 76′ Prodell    | Publik: 16 176 Domare: Stefan Johannesson (Täby) | Publik: 16 176 Domare: Stefan Johannesson (Täby) |
| 15:00 | 15:00           |              |         |                | Publik: 16 176 Domare: Stefan Johannesson (Täby) | Publik: 16 176 Domare: Stefan Johannesson (Täby) |
| 15:00 | 15:00           |              |         |                | Publik: 16 176 Domare: Stefan Johannesson (Täby) | Publik: 16 176 Domare: Stefan Johannesson (Täby) |

### Statistik
|    | Namn                | M  |
| -- | ------------------- | -- |
| 1. | Viktor Prodell      | 14 |
| 2. | Magnus Eriksson     | 11 |
| 3. | Mattias Mete        | 4  |
| 4. | Jesper Arvidsson    | 3  |
| 4. | Tom Pettersson      | 3  |
| 6. | Kristian Bergström  | 2  |
| 6. | Oscar Möller        | 2  |
| 6. | Petrit Zhubi        | 2  |
| 9. | Mohammed Abubakari  | 1  |
| 9. | Alberis da Silva    | 1  |
| 9. | Daniel Hallingström | 1  |
| 9. | Amir Suljić         | 1  |
| 9. | Anton Tinnerholm    | 1  |
| 9. | Imad Zatara         | 1  |

| N  | P  | Nat.      | Namn                   | G | GG | R | Noter |
| -- | -- | --------- | ---------------------- | - | -- | - | ----- |
| 13 | F  | Brasilien | Alberis da Silva       | 4 |    | 1 |       |
| 23 | F  | Sverige   | Anton Tinnerholm       | 2 | 1  |   |       |
| 5  | F  | Sverige   | Daniel Hallingström    | 4 |    |   |       |
| 24 | F  | Sverige   | Tom Pettersson         | 4 |    |   |       |
| 6  | MF | Ghana     | Mohammed Abubakari     | 3 |    |   |       |
| 2  | F  | Danmark   | Allan Arenfeldt Olesen | 3 |    |   |       |
| 12 | MF | Brasilien | Bruno Manoel Marinho   | 3 |    |   |       |
| 18 | F  | Sverige   | Jesper Arvidsson       | 2 |    |   |       |
| 7  | MF | Sverige   | Kristian Bergström     | 2 |    |   |       |
| 22 | A  | Sverige   | Magnus Eriksson        | 2 |    |   |       |
| 3  | F  | Sverige   | Erik Moberg            | 2 |    |   |       |
| 16 | MF | Kamerun   | Alain Junior Ollé Ollé | 2 |    |   |       |
| 11 | A  | Sverige   | Viktor Prodell         | 2 |    |   |       |
| 15 | A  | Sverige   | Mattias Mete           | 1 |    |   |       |
| 14 | A  | Sverige   | Oscar Möller           | 1 |    |   |       |
| 10 | MF | Sverige   | Tobias Nilsson         | 1 |    |   |       |
| 19 | MF | Sverige   | Amir Suljic            | 1 |    |   |       |

|}

## Svenska cupen
|       | 19 augusti 2012 | Skövde AIK | 0 – 3   | Åtvidabergs FF             | Skövdemalms IP, Skövde                        |                                               |
| 17:00 | 17:00           |            | Rapport | 8′ Möller 37′, 39′ Prodell | Publik: 590 Domare: Antti Kanerva (Olofstorp) | Publik: 590 Domare: Antti Kanerva (Olofstorp) |
| 17:00 | 17:00           |            |         |                            | Publik: 590 Domare: Antti Kanerva (Olofstorp) | Publik: 590 Domare: Antti Kanerva (Olofstorp) |
| 17:00 | 17:00           |            |         |                            | Publik: 590 Domare: Antti Kanerva (Olofstorp) | Publik: 590 Domare: Antti Kanerva (Olofstorp) |

## Träningsmatcher
Försäsong
|       | 28 januari 2012 | Åtvidabergs FF                                       | 4 – 1   | IFK Värnamo       | Kopparvallen, Åtvidaberg                      |                                               |
| 13:00 | 13:00           | Nilsson 23′ Johansson 60′ Prodell 66′ Tinnerholm 83′ | Rapport | Ferizi 59′ (str.) | Publik: 532 Domare: Magnus Ahlsén (Linköping) | Publik: 532 Domare: Magnus Ahlsén (Linköping) |
| 13:00 | 13:00           |                                                      |         |                   | Publik: 532 Domare: Magnus Ahlsén (Linköping) | Publik: 532 Domare: Magnus Ahlsén (Linköping) |
| 13:00 | 13:00           |                                                      |         |                   | Publik: 532 Domare: Magnus Ahlsén (Linköping) | Publik: 532 Domare: Magnus Ahlsén (Linköping) |

|       | 4 februari 2012 | Åtvidabergs FF | 1 – 0   | Mjällby AIF | Kopparvallen, Åtvidaberg                     |                                              |
| 15:00 | 15:00           | Zhubi 31′      | Rapport |             | Publik: 352 Domare: Jim Petersson (Godegård) | Publik: 352 Domare: Jim Petersson (Godegård) |
| 15:00 | 15:00           |                |         |             | Publik: 352 Domare: Jim Petersson (Godegård) | Publik: 352 Domare: Jim Petersson (Godegård) |
| 15:00 | 15:00           |                |         |             | Publik: 352 Domare: Jim Petersson (Godegård) | Publik: 352 Domare: Jim Petersson (Godegård) |

|       | 11 februari 2012 | Åtvidabergs FF | 0 – 3   | Kalmar FF                                        | Kopparvallen, Åtvidaberg                       |                                                |
| 13:00 | 13:00            |                | Rapport | Thorbjörnsson 17′ (str.) McDonald 63′ Mendes 66′ | Publik: 570 Domare: Jonas Eriksson (Stockholm) | Publik: 570 Domare: Jonas Eriksson (Stockholm) |
| 13:00 | 13:00            |                |         |                                                  | Publik: 570 Domare: Jonas Eriksson (Stockholm) | Publik: 570 Domare: Jonas Eriksson (Stockholm) |
| 13:00 | 13:00            |                |         |                                                  | Publik: 570 Domare: Jonas Eriksson (Stockholm) | Publik: 570 Domare: Jonas Eriksson (Stockholm) |

|       | 15 februari 2012 | Åtvidabergs FF       | 2 – 0   | Motala AIF FK | Kopparvallen, Åtvidaberg                         |                                                  |
| 18:00 | 18:00            | Möller 25′ Dogbe 56′ | Rapport |               | Publik: 200 Domare: Patric Nyrenvall (Linköping) | Publik: 200 Domare: Patric Nyrenvall (Linköping) |
| 18:00 | 18:00            |                      |         |               | Publik: 200 Domare: Patric Nyrenvall (Linköping) | Publik: 200 Domare: Patric Nyrenvall (Linköping) |
| 18:00 | 18:00            |                      |         |               | Publik: 200 Domare: Patric Nyrenvall (Linköping) | Publik: 200 Domare: Patric Nyrenvall (Linköping) |

|       | 16 februari 2012 | Åtvidabergs FF                           | 3 – 2   | Eskilstuna City FK         | Kopparvallen, Åtvidaberg                      |                                               |
| 18:00 | 18:00            | Pettersson 68′ Arvidsson 74′ Prodell 79′ | Rapport | Fritzell 43′ Wahlström 45′ | Publik: 240 Domare: Magnus Ahlsén (Linköping) | Publik: 240 Domare: Magnus Ahlsén (Linköping) |
| 18:00 | 18:00            |                                          |         |                            | Publik: 240 Domare: Magnus Ahlsén (Linköping) | Publik: 240 Domare: Magnus Ahlsén (Linköping) |
| 18:00 | 18:00            |                                          |         |                            | Publik: 240 Domare: Magnus Ahlsén (Linköping) | Publik: 240 Domare: Magnus Ahlsén (Linköping) |

|       | 25 februari 2012 | Åtvidabergs FF                                     | 4 – 3   | GAIS                        | Kopparvallen, Åtvidaberg                     |                                              |
| 13:00 | 13:00            | Nilsson 28′ Ollé Ollé 75′ Prodell 86′ Eriksson 91′ | Rapport | Ijeh 58′, 70′ Wanderson 65′ | Publik: 744 Domare: Jim Petersson (Godegård) | Publik: 744 Domare: Jim Petersson (Godegård) |
| 13:00 | 13:00            |                                                    |         |                             | Publik: 744 Domare: Jim Petersson (Godegård) | Publik: 744 Domare: Jim Petersson (Godegård) |
| 13:00 | 13:00            |                                                    |         |                             | Publik: 744 Domare: Jim Petersson (Godegård) | Publik: 744 Domare: Jim Petersson (Godegård) |

|       | 3 mars 2012 | IFK Norrköping                            | 3 – 1   | Åtvidabergs FF | Idrottsparken, Norrköping                            |                                                      |
| 13:00 | 13:00       | Ajdarevic 32′ Thorvaldsson 75′ Thelin 86′ | Rapport | Prodell 77′    | Publik: 2 537 Domare: Stefan Johannesson (Stocksund) | Publik: 2 537 Domare: Stefan Johannesson (Stocksund) |
| 13:00 | 13:00       |                                           |         |                | Publik: 2 537 Domare: Stefan Johannesson (Stocksund) | Publik: 2 537 Domare: Stefan Johannesson (Stocksund) |
| 13:00 | 13:00       |                                           |         |                | Publik: 2 537 Domare: Stefan Johannesson (Stocksund) | Publik: 2 537 Domare: Stefan Johannesson (Stocksund) |

|       | 11 mars 2012 | Syrianska FC | 0 – 2   | Åtvidabergs FF         | Turkiet |  |
| 15:00 | 15:00        |              | Rapport | Marinho 10′ Möller 73′ |         |  |
| 15:00 | 15:00        |              |         |                        |         |  |
| 15:00 | 15:00        |              |         |                        |         |  |

|       | 17 mars 2012 | Åtvidabergs FF                        | 3 – 0   | Akropolis IF | Kopparvallen, Åtvidaberg                       |                                                |
| 13:30 | 13:30        | Bergström 2′ Eriksson 20′ Nilsson 68′ | Rapport |              | Publik: 561 Domare: Mohammed Al-Hakim (Köping) | Publik: 561 Domare: Mohammed Al-Hakim (Köping) |
| 13:30 | 13:30        |                                       |         |              | Publik: 561 Domare: Mohammed Al-Hakim (Köping) | Publik: 561 Domare: Mohammed Al-Hakim (Köping) |
| 13:30 | 13:30        |                                       |         |              | Publik: 561 Domare: Mohammed Al-Hakim (Köping) | Publik: 561 Domare: Mohammed Al-Hakim (Köping) |

|       | 24 mars 2012 | Degerfors IF | 1 – 2   | Åtvidabergs FF            | Stora Valla, Degerfors                         |                                                |
| 13:00 | 13:00        | Olsson 28′   | Rapport | Prodell 13′ Bergström 68′ | Publik: 300 Domare: Tobias Mattsson (Karlstad) | Publik: 300 Domare: Tobias Mattsson (Karlstad) |
| 13:00 | 13:00        |              |         |                           | Publik: 300 Domare: Tobias Mattsson (Karlstad) | Publik: 300 Domare: Tobias Mattsson (Karlstad) |
| 13:00 | 13:00        |              |         |                           | Publik: 300 Domare: Tobias Mattsson (Karlstad) | Publik: 300 Domare: Tobias Mattsson (Karlstad) |

## Trupp
| N  | P  | Nat.      | Namn                       | Ålder | EU    | Sedan | Matcher | Mål | Slutar | Övergångssumma | Noter |
| -- | -- | --------- | -------------------------- | ----- | ----- | ----- | ------- | --- | ------ | -------------- | ----- |
| 1  | MV | Sverige   | Henrik Gustavsson (kapten) | 48    | EU    | 1997  |         |     | 2012   |                |       |
| 2  | F  | Danmark   | Allan Arenfeldt Olesen     | 42    | EU    | 2012  |         |     | 2013   |                |       |
| 3  | F  | Sverige   | Erik Moberg                | 38    | EU    | 2008  |         |     | 2013   |                |       |
| 4  | F  | Sverige   | George Tanzi               | 30    | EU    | 2012  |         |     |        |                |       |
| 5  | F  | Sverige   | Daniel Hallingström        | 44    | EU    | 2002  |         |     | 2013   |                |       |
| 7  | MF | Sverige   | Kristian Bergström         | 51    | EU    | 2004  |         |     | 2012   |                |       |
| 8  | MF | Sverige   | Christoffer Karlsson       | 37    | EU    | 2008  |         |     | 2013   | Bosman         |       |
| 9  | MF | Sverige   | Petrit Zhubi               | 36    | EU    | 2012  |         |     | 2013   |                |       |
| 10 | MF | Sverige   | Tobias Nilsson             | 39    | EU    | 2011  |         |     | 2014   | Bosman         |       |
| 11 | A  | Sverige   | Viktor Prodell             | 37    | EU    | 2009  |         |     | 2013   |                |       |
| 12 | MF | Brasilien | Bruno Manoel Marinho       | 40    | Ej-EU | 2008  |         |     | 2013   |                |       |
| 13 | F  | Brasilien | Alberis da Silva           | 40    | Ej-EU | 2009  |         |     | 2012   |                |       |
| 14 | A  | Sverige   | Oscar Möller               | 37    | EU    | 2007  |         |     | 2013   |                |       |
| 15 | A  | Sverige   | Mattias Mete               | 37    | EU    | 2012  |         |     | 2014   |                |       |
| 16 | MF | Kamerun   | Alain Junior Ollé Ollé     | 37    | Ej-EU | 2012  |         |     | 2013   | Bosman         |       |
| 17 | F  | Sverige   | Andreas Johansson          | 34    | EU    | 2005  |         |     | 2012   |                |       |
| 18 | F  | Sverige   | Jesper Arvidsson           | 40    | EU    | 2007  |         |     | 2012   |                |       |
| 19 | MF | Sverige   | Amir Suljić                | 36    | EU    | 2006  |         |     | 2012   |                |       |
| 20 | MV | Sverige   | Gustav Jansson             | 39    | EU    | 2010  |         |     | 2012   |                |       |
| 21 | MF | Ghana     | Emmanuel Dogbe             | 33    | Ej-EU | 2012  |         |     | 2014   |                |       |
| 22 | A  | Sverige   | Magnus Eriksson            | 34    | EU    | 2011  |         |     | 2013   | Bosman         |       |
| 23 | F  | Sverige   | Anton Tinnerholm           | 33    | EU    | 2007  |         |     | 2013   |                |       |
| 24 | F  | Sverige   | Tom Pettersson             | 34    | EU    | 2012  |         |     | 2014   |                |       |

Senast uppdaterad: 3 april 2012
Källa: svenskfotboll.se
Sorterad efter tröjnummer.